# Parastesilea scutellaris
Parastesilea scutellaris là một loài bọ cánh cứng trong họ Cerambycidae.